# Корфельд, Болеслав Андреевич
Болеслав Андреевич Корфельд (в некоторых источниках — Корнфельд) (?-1921) — польский интернационалист, участник Гражданской войны и подавления Кронштадтского восстания, кавалер ордена Красного Знамени РСФСР (1922).

## Биография
Сведений о жизни Корфельда до Гражданской войны не имеется. Участвовал в боях Гражданской войны в составе бригад красных коммунаров, которые были созданы на основе Польской Красной Армии. Позднее Корфельд был назначен комиссаром курсов польских красных командиров при 3-й Смоленской пехотной школе.
Особо отличился во время подавления Кронштадтского восстания в марте 1921 года. Вместе с курсантами пехотной школы Корфельд был направлен на разгром мятежников в качестве военного комиссара полка 2-й отдельной сводной бригады курсантов. В тех боях Корфельд погиб. Вместе с погибшими курсантами школы Болталиным и Кабановым его тело было перевезено в Смоленск и погребено около памятника Героям 1812 года в парке «Лопатинский сад».
Приказом Революционного военного совета Республики № 44 в 1922 году Болеслав Корфельд был посмертно награждён орденом Красного Знамени РСФСР.